# Skibob-Weltmeisterschaften 2009
Die 31. Skibob-Weltmeisterschaften fanden von 26. bis 28. Februar 2009 in Ustroń in Polen statt. Ausgetragen wurden die Disziplinen Super-G, Riesenslalom und Slalom. Medaillen wurden außerdem in der Kombinationswertung vergeben. Für die Organisation zeichnete der polnische Skibobverband (Polski Zwiazek Skibobowy) verantwortlich. Die Woiwodschaft Schlesien war nach 2003 zum zweiten Mal Austragungsort von Skibob-Weltmeisterschaften.

## Teilnehmer
Teilnehmerländer und Anzahl der Starter in Klammern:
| Europa (5 Länder)                                | Europa (5 Länder)               | Europa (5 Länder) |
| ------------------------------------------------ | ------------------------------- | ----------------- |
| - Deutschland (3) - Österreich (16) - Polen (14) | - Schweiz (2) - Tschechien (14) |                   |

## Medaillenspiegel
Berücksichtigt sind nur die Rennen in der allgemeinen Klasse.
| Platz | Land       |   |   |   |    |
| ----- | ---------- | - | - | - | -- |
| 1     | Österreich | 4 | 4 | 5 | 13 |
| 2     | Tschechien | 4 | 4 | 3 | 11 |

## Herren

### Super-G
| Platz | Land | Sportler           | Zeit (min) |
| ----- | ---- | ------------------ | ---------- |
| 01    | CZE  | David Krejčí       | 1:06,19    |
| 02    | CZE  | Pavel Čiháček      | 1:08,23    |
| 03    | AUT  | Gerfried Seeber    | 1:08,86    |
| 04    | AUT  | Gerhard Hauer      | 1:09,04    |
| 05    | CZE  | Aleš Housa         | 1:09,07    |
| 06    | CZE  | Aleš Houser        | 1:09,39    |
| 07    | CZE  | Jakub Fedorko      | 1:09,62    |
| 08    | AUT  | Christian Ablinger | 1:09,64    |
| 09    | SUI  | Björn Walter       | 1:09,67    |
| 10    | CZE  | Ondřej Pavlíček    | 1:09,85    |

Datum: 26. Februar, 9:00 Uhr

Strecke: Czantoria

Länge: 1360 m

Kurssetzer: Jacek Stalmach (AUT), 28 Tore
18 Sportler am Start, davon 18 klassiert

Titelverteidiger:  David Krejčí

### Riesenslalom
| Platz | Land | Sportler           | Zeit (min) |
| ----- | ---- | ------------------ | ---------- |
| 01    | CZE  | David Krejčí       | 1:19,30    |
| 02    | CZE  | Pavel Čiháček      | 1:19,49    |
| 03    | AUT  | Christian Ablinger | 1:20,44    |
| 04    | AUT  | Martin Gastl       | 1:20,67    |
| 05    | CZE  | Štěpán Hlaváč      | 1:20,77    |
| 06    | CZE  | Jakub Fedorko      | 1:21,09    |
| 07    | CZE  | Aleš Housa         | 1:21,11    |
| 08    | AUT  | Gerhard Hauer      | 1:21,12    |
| 09    | AUT  | Paul Probst        | 1:21,22    |
| 10    | AUT  | Gerfried Seeber    | 1:21,65    |

Datum: 27. Februar, 9:00 Uhr

Strecke: Czantoria

Länge: 1360 m

Kurssetzer: Jacek Stalmach (AUT), 42 Tore

Das Rennen wurde in nur einem Durchgang ausgetragen.
22 Sportler am Start, davon 16 klassiert

Ausgeschieden u. a.: Björn Walter (SUI)
Titelverteidiger:  David Krejčí

### Slalom
| Platz | Land | Sportler           | Zeit (min) |
| ----- | ---- | ------------------ | ---------- |
| 01    | CZE  | David Krejčí       | 1:16,49    |
| 02    | CZE  | Aleš Houser        | 1:17,21    |
| 03    | CZE  | Aleš Housa         | 1:18,90    |
| 04    | CZE  | Štěpán Hlaváč      | 1:19,18    |
| 05    | AUT  | Gerfried Seeber    | 1:19,65    |
| 06    | AUT  | Christian Ablinger | 1:19,92    |
| 07    | AUT  | Gerhard Hauer      | 1:19,98    |
| 08    | AUT  | Martin Gutjahr     | 1:20,50    |
| 09    | SUI  | Björn Walter       | 1:20,64    |
| 10    | CZE  | Ondřej Pavlíček    | 1:21,38    |

Datum: 28. Februar, 9:00 Uhr bzw. 12:45 Uhr

Strecke: Czantoria

Länge: 1360 m

Kurssetzer 1. Durchgang: Jacek Stalmach (AUT) und Pavel Hlaváč (CZE), 35 Tore

Kurssetzer 2. Durchgang: Jacek Stalmach (AUT) und Pavel Hlaváč (CZE), 34 Tore
19 Sportler am Start, davon 17 klassiert

Titelverteidiger:  Markus Moser

### Kombination
| Platz | Land | Sportler           | Zeit (min) |
| ----- | ---- | ------------------ | ---------- |
| 01    | CZE  | David Krejčí       | 3:41,98    |
| 02    | CZE  | Aleš Housa         | 3:49,08    |
| 03    | CZE  | Pavel Čiháček      | 3:49,85    |
| 04    | AUT  | Christian Ablinger | 3:50,00    |
| 05    | AUT  | Gerhard Hauer      | 3:50,14    |
| 06    | AUT  | Gerfried Seeber    | 3:50,16    |
| 07    | CZE  | Štěpán Hlaváč      | 3:51,35    |
| 08    | AUT  | Martin Gutjahr     | 3:53,03    |
| 09    | CZE  | Jakub Fedorko      | 3:53,65    |
| 10    | AUT  | Martin Gastl       | 3:54,25    |

Das Ergebnis der Kombination setzt sich aus den addierten Zeiten von Super-G, Riesenslalom und Slalom zusammen.

15 Sportler klassiert
Titelverteidiger:  Markus Moser

## Damen

### Super-G
| Platz | Land | Sportler             | Zeit (min) |
| ----- | ---- | -------------------- | ---------- |
| 01    | AUT  | Kerstin Mayrhofer    | 1:11,17    |
| 02    | AUT  | Petra Mörtenhuemer   | 1:11,41    |
| 03    | AUT  | Iris Lienhard        | 1:11,53    |
| 04    | CZE  | Alena Housová        | 1:12,25    |
| 05    | CZE  | Klára Hofmanová      | 1:12,64    |
| 06    | AUT  | Lisa Zaff            | 1:12,84    |
| 07    | AUT  | Kerstin Mörtenhuemer | 1:13,02    |
| 08    | CZE  | Aneta Havlíčková     | 1:14,90    |
| 09    | GER  | Monika Lehmpfuhl     | 1:18,04    |
| 10    | POL  | Wioletta Pachula     | 1:18,09    |

Datum: 26. Februar, 9:00 Uhr

Strecke: Czantoria

Länge: 1360 m

Kurssetzer: Jacek Stalmach (AUT), 28 Tore
15 Sportlerinnen am Start, davon 12 klassiert

Titelverteidigerin:  Alena Housová

### Riesenslalom
| Platz | Land | Sportler             | Zeit (min) |
| ----- | ---- | -------------------- | ---------- |
| 01    | AUT  | Iris Lienhard        | 1:22,25    |
| 02    | AUT  | Petra Mörtenhuemer   | 1:22,71    |
| 03    | AUT  | Kerstin Mayrhofer    | 1:23,64    |
| 04    | CZE  | Alena Housová        | 1:25,03    |
| 05    | AUT  | Lisa Zaff            | 1:25,22    |
| 06    | AUT  | Kerstin Mörtenhuemer | 1:25,94    |
| 07    | CZE  | Aneta Havlíčková     | 1:28,05    |
| 08    | CZE  | Klára Hofmanová      | 1:28,36    |
| 09    | POL  | Wioletta Pachula     | 1:29,41    |
| 10    | GER  | Monika Lehmpfuhl     | 1:30,03    |

Datum: 27. Februar, 9:00 Uhr

Strecke: Czantoria

Länge: 1360 m

Kurssetzer: Jacek Stalmach (AUT), 42 Tore

Das Rennen wurde in nur einem Durchgang ausgetragen.
15 Sportlerinnen am Start, davon 13 klassiert

Titelverteidigerin:  Petra Mörtenhuemer

### Slalom
| Platz | Land | Sportler             | Zeit (min) |
| ----- | ---- | -------------------- | ---------- |
| 01    | AUT  | Petra Mörtenhuemer   | 1:19,89    |
| 02    | AUT  | Iris Lienhard        | 1:20,04    |
| 03    | CZE  | Alena Housová        | 1:20,77    |
| 04    | CZE  | Klára Hofmanová      | 1:21,39    |
| 05    | AUT  | Kerstin Mörtenhuemer | 1:21,99    |
| 06    | AUT  | Kerstin Mayrhofer    | 1:22,05    |
| 07    | CZE  | Karolina Podraska    | 1:22,66    |
| 08    | POL  | Wioletta Pachula     | 1:25,65    |
| 09    | POL  | Monika Malik         | 1:26,16    |
| 10    | POL  | Natalie Mirocha      | 1:31,40    |

Datum: 28. Februar, 9:00 Uhr bzw. 12:45 Uhr

Strecke: Czantoria

Länge: 1360 m

Kurssetzer 1. Durchgang: Jacek Stalmach (AUT) und Pavel Hlaváč (CZE), 35 Tore

Kurssetzer 2. Durchgang: Jacek Stalmach (AUT) und Pavel Hlaváč (CZE), 34 Tore
15 Sportlerinnen am Start, davon 13 klassiert

Disqualifiziert: Aneta Havlíčková (CZE)
Titelverteidigerin:  Petra Mörtenhuemer

### Kombination
| Platz | Land | Sportler             | Zeit (min) |
| ----- | ---- | -------------------- | ---------- |
| 01    | AUT  | Iris Lienhard        | 3:53,82    |
| 02    | AUT  | Petra Mörtenhuemer   | 3:54,01    |
| 03    | AUT  | Kerstin Mayrhofer    | 3:56,86    |
| 04    | CZE  | Alena Housová        | 3:58,05    |
| 05    | AUT  | Kerstin Mörtenhuemer | 4:00,95    |
| 06    | CZE  | Klára Hofmanová      | 4:02,39    |
| 07    | AUT  | Lisa Zaff            | 4:12,79    |
| 08    | POL  | Wioletta Pachula     | 4:13,15    |
| 09    | GER  | Monika Lehmpfuhl     | 4:20,41    |
| 10    | POL  | Natalie Mirocha      | 4:25,66    |

Das Ergebnis der Kombination setzt sich aus den addierten Zeiten von Super-G, Riesenslalom und Slalom zusammen.

11 Sportlerinnen klassiert
Titelverteidigerin:  Petra Mörtenhuemer

## Altersklassen
Neben den Herren- und Damenrennen in der allgemeinen Klasse wurden in allen Disziplinen auch die männlichen Weltmeister in der Jugendklasse ermittelt. Die Weltmeisterschaften in den übrigen Klassen (Schüler, Jugend weiblich und Altersklassen) wurden separat am 17. und 18. Januar 2009 in Bischofsmais ausgetragen.